# 小行星7143
小行星7143（英語：7143 Haramura）是一颗围绕太阳公转的小行星。1995年11月17日，大友哲在藤枝市发现了此天体。
这颗小行星的绝对星等为148.7172042466527等。